# Usine Orano de Pierrelatte

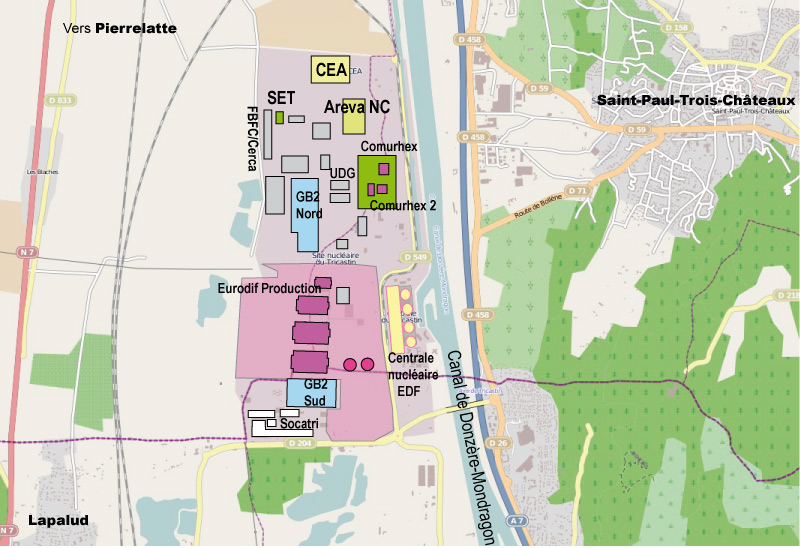
Localisation de l'usine Orano sur le site nucléaire du Tricastin

L' usine Orano de Pierrelatte est une installation nucléaire située sur le site nucléaire du Tricastin spécialisée dans le retraitement de matières radioactives issues du cycle du combustible nucléaire : défluoration de l’hexafluorure d’uranium appauvri, dénitration du nitrate d’uranyle, maintenance des conteneurs et démantèlement de certains produits. Elle assure également des services supports au site nucléaire du Tricastin.

## Histoire
En 1984 sont mis en service les ateliers de chimie de l’uranium de la Compagnie Générale des Matières Atomiques (COGEMA) (devenu depuis Orano Cycle) : ces ateliers sont chargés d'effectuer la défluoration et production d’oxyde pour le combustible MOX.
L'usine W spécialisée dans la défluoration de l'hexafluorure d'uranium (UF6) appauvri entre en service en 1984.
L'usine TU2 destinée d'une part à produire du dioxyde d'uranium entrant dans la composition du combustible MOX et d'autre part à transformer du nitrate d'uranyle en oxyde U3O8 est mise en service en 1986. Elle est désormais définitivement à l'arrêt depuis 2011, et démantelée.
L'usine TU5, destinée à convertir du nitrate d'uranyle issu du traitement de combustibles irradiés provenant de l'usine Orano La Hague en oxyde d'uranium, est autorisée par décret du 7 juillet 1992. Elle est mise en service en 1996.
Le site obtient la triple certification ISO 14001, ISO 9001 et OHSAS 18001 (santé et sécurité) en 2005.

## Descriptif
L'unité de traitement TU5 permet la mise en œuvre de près de 1 600 tonnes d'uranium par an. La teneur en uranium 235 doit être inférieure ou égale à 1,2 %. L'uranium mis en œuvre ne doit pas contenir plus de 3,5 ppb d'isotope 232 de l'uranium (232U).

## Sûreté

### Protection contre le risque de dissémination de substances chimiques ou radioactives
L'installation doit limiter dans la mesure du possible la dissémination de substances chimiques ou radioactives en assurant en particulier le confinement des substances les plus nocives. L'acide fluorhydrique constitue en particulier un produit chimique particulièrement dangereux.
Les manipulations de substances radioactives doivent être effectuées dans des enceintes présentant une étanchéité appropriée. Les unités dans lesquelles circulent ou sont stockés des liquides sont munies de dispositifs de rétention étanches afin d'éviter les risques de pollution de la nappe phréatique en cas de défaillance du confinement.
Dans les endroits le nécessitant, des dispositifs de ventilation maintiennent, par rapport à la pression atmosphérique, une dépression suffisante. Lorsque ces parties de l'installation communiquent entre elles ou sont susceptibles de se trouver mises en communication, les dispositifs de ventilation doivent permettre l'établissement d'une cascade de dépressions suffisante pour prévenir la diffusion de produits chimiques ou radioactifs à partir des parties présentant les risques de dissémination chimiques ou radioactive les plus élevés vers celles présentant les moindres risques.
L'air provenant des parties ventilées de l'installation présentant un risque de dissémination chimique ou radioactive est filtré à travers des filtres à très haute efficacité et contrôlé en permanence avant d'être rejeté à l'extérieur. Les dispositifs de ventilation, et notamment l'efficacité de leurs filtres, doivent faire l'objet d'une surveillance régulière.